# Ossessione (film 1943)
Ossessione è un film del 1943 diretto da Luchino Visconti, liberamente ispirato al romanzo Il postino suona sempre due volte di James M. Cain.
È considerato il film che segna la nascita del Neorealismo. Il ruolo di Ossessione nella nascita del Neorealismo è dovuto in primo luogo all'ambientazione fortemente realistica e alla forza espressiva e alla carnalità delle scene passionali tra Girotti e la Calamai, che rompono con la tradizione calligrafica del cinema italiano durante il fascismo. Dice Luchino Visconti in un'intervista del 1962 al settimanale L'Europeo: "Con Ossessione, venti anni fa, si parlò per la prima volta di Neorealismo".
Il ruolo della protagonista era stato, in un primo momento, assegnato a Anna Magnani, ma l'attrice dovette rinunciare a causa del suo stato di gravidanza. "Ossessione" è stato inserito nella lista dei 100 film italiani da salvare, che è nata con lo scopo di segnalare "100 pellicole che hanno cambiato la memoria collettiva del Paese tra il 1942 e il 1978".

## Trama
Il vagabondo Gino Costa si ferma presso un ristoro per viaggiatori nella bassa padana, divenendo l'amante di Giovanna, moglie dell'ignaro Giuseppe, proprietario dello spaccio. Gino non sopporta questa situazione e propone alla donna di fuggire con lui. Lei, però, non vuole rinunciare alle sue sicurezze e rifiuta di seguirlo. Così, lui parte da solo per Ancona, città che lo attira per la presenza del porto: spera di imbarcarsi e di lasciarsi alle spalle la storia appena conclusa. Durante il viaggio per Ancona fa amicizia con un girovago detto lo Spagnolo. Giunto ad Ancona, Gino non si imbarca più, ma trova lavoro con il suo nuovo amico alla Fiera di maggio; una nuova vita sembra iniziata.
Durante i giorni di fiera, Gino incontra però ancora Giovanna e il marito, che era giunto ad Ancona per partecipare a un concorso canoro. I due ex amanti immediatamente ristabiliscono il loro legame e, anzi, decidono di uccidere Giuseppe attraverso la simulazione di un incidente stradale. Mettono in atto presto il loro piano, ma l'incidente insospettisce la polizia.
Dopo il delitto la storia tra i due amanti diventa sempre più tesa: Giovanna riapre insieme a Gino la trattoria del marito, dopo aver riscosso l'assicurazione sulla vita di quest'ultimo. Gino, schiacciato dal rimorso e dalla delusione di una vita che sente rubata, la lascia e parte per Ferrara dove fa amicizia con Anita, una prostituta dolce e comprensiva. Rivede quindi nuovamente Giovanna, che gli dice di essere incinta; i due amanti cercano allora di fuggire, ma la macchina finisce fuori strada, Giovanna muore e Gino viene arrestato dalla polizia.

## Produzione
Prima ancora dell'inizio della lavorazione, Visconti incontrò le prime difficoltà: il regista infatti progettava di adattare per lo schermo una novella di Verga, ma il permesso gli venne negato dalle autorità fasciste.
Lavorando in Francia con Jean Renoir, Visconti ha avuto l'opportunità di leggere una traduzione francese de Il postino suona sempre due volte dello statunitense James M. Cain (1934) e forse di vedere un film che si ispirava liberamente a tale romanzo: Le dernier tournant di Pierre Chénal (1939), mai distribuito in Italia. Tornato nel suo paese (1939) Visconti scrisse un adattamento del libro insieme a un gruppo di intellettuali che collaboravano alla rivista milanese Cinema. La situazione politica italiana e la guerra in corso non permisero a Visconti di ottenere i diritti dell'opera di Cain, che perciò non viene citata nei titoli del film (la mancanza dei diritti sul romanzo ha impedito la diffusione del film negli Stati Uniti fino al 1976); intanto, a Hollywood la Metro-Goldwyn-Mayer aveva già progettato di trarre dallo stesso romanzo la versione "ufficiale" (sarà poi il film Il postino suona sempre due volte, diretto da Tay Garnett, girato nel 1945 e distribuito nel 1946).

Fotogramma del film con Gino e lo Spagnolo ad Ancona, mentre guardano verso il porto dal piazzale del Duomo

### Riprese
Il film di Visconti fu girato fra l'estate e l'autunno del 1942.
Le prime immagini della città di Ancona sono quelle del cavalcavia della stazione ferroviaria, crocevia di destini, dal momento che è sul treno che Gino (Massimo Girotti) arriva ad Ancona e sul treno fa amicizia con “lo spagnolo” (Elio Marcuzzo).
Prima di arrivare alla cattedrale della città dorica Gino, e l'amico si arrampicano per una strada in salita (che è via Cialdini, ripresa all'altezza dell'accesso al vicolo oggi intitolato a San Marco).
Giunti sul piazzale di San Ciriaco, Gino si siede accanto allo spagnolo sul muretto del belvedere del piazzale del Duomo, intenti a scrutare le banchine del porto e il traffico dei traghetti e delle navi; Gino sogna di imbarcarsi e di dare una svolta alla sua vita.
La sequenza continua mostrando il campanile del Duomo e l'edificio che gli stava accanto, oggi non più esistente. Lo sfondo e le soggettive cambiano continuamente: viene inquadrata la parte superiore dell'antica chiesa di Santa Maria in Curte, distrutta, pochi mesi dopo le riprese, dai pesanti bombardamenti aerei alleati, così come alcune vie dei rioni di Ancona affacciantisi sul porto che fanno da sfondo ad altre scene del film; si scorge anche Palazzo Ferretti.

#### Esterni
Gli esterni sono stati girati nei seguenti luoghi:
- Codigoro (Ferrara)
- Ancona: cavalcavia della stazione ferroviaria, molo Santa Maria, via Cialdini, piazzale Duomo (durante la fiera di maggio), scalone Nappi[8].
- Ferrara: Piazza della Repubblica, via Saraceno (con l'ex bar Ferrara)[9]
- Comacchio
- Boretto (Reggio Emilia): rive del fiume Po

#### Interni[7]
- Roma, studi S.A.F.A.

## Distribuzione
Una volta ultimato, il film viene presentato a Roma, in anteprima mondiale, nella primavera 1943, con l'intento di rimuovere alcuni intoppi burocratico-censori: le autorità, rendendosi conto che il film non attacca direttamente il regime, ne autorizzano la distribuzione. 
Alcuni mesi dopo il film viene quindi proiettato nelle sale di alcune città del Nord Italia, ma soltanto l'anno successivo raggiunge Milano, sotto l'occupazione tedesca. Il film resta peraltro nelle sale cinematografiche italiane per due o tre sere o addirittura per sole 3 ore, prima di venire definitivamente tolto dalla circolazione a seguito della visione dei contenuti "scandalosi" del film da parte delle autorità fasciste e della Chiesa (una delle cause principali dell'eliminazione del film fu la supposta effeminatezza del personaggio dello Spagnolo, considerata "vergognosa" così come l'omosessualità del regista Luchino Visconti).

### Divieti
In ultimo il film viene definitivamente vietato e successivamente distrutto dal regime fascista di Salò; Visconti riesce però a tenere nascosta una copia del negativo fino alla fine della guerra, da cui derivano le copie attualmente esistenti.

## Commento
Il romanzo di Cain serve a Visconti più che altro come un canovaccio, difatti viene trascurata la trama poliziesca e accentuate le nozioni naturalistiche e il cupo romanticismo: Visconti trasferisce sul Po, a Ferrara e ad Ancona i paesaggi e gli eroi del realismo poetico francese senza comunque oscurare l'originalità del film. Esso infatti si distacca sia dai film irreali del cinema dei telefoni bianchi e sia dalla retorica dei film storici: la descrizione dei personaggi e dei loro rapporti è qualcosa di inedito rispetto ai lussuosi paesaggi e agli eroi sorridenti dei telefoni bianchi.
All'uscita del film la critica si mostra nettamente sfavorevole, ma nel linguaggio di Visconti percepisce, soprattutto nella definizione di alcuni personaggi come lo spagnolo, una inaspettata novità che apre il neorealismo.
Se da un lato il film è neorealistico dall'altro lato se ne distacca (anche perché il neorealismo non è mai stata una scuola ma solo un insieme di interessi e propositi comuni) già nell'inquadratura iniziale dove vediamo Gino scendere dal camion, dirigersi verso lo spaccio, attraversare lo spaccio e andare dietro la tenda a rivolgersi alla donna. Vediamo la donna rivolgersi a quest'uomo guardandolo intensamente e solo allora un controcampo ci mostra il viso dell'uomo. Quindi il neorealismo inteso come "cronaca della realtà" non è contemplato: del protagonista non sappiamo nulla ma un semplice campo-controcampo ci mostra la fatalità dell'incontro tra lui e la donna.
Da qui prende avvio una storia torbida, sensuale ed esasperata che non sembra in effetti "neorealista", ma un'ispirazione schiettamente neorealista si sente nella descrizione della vita di persone comuni, nell'ambientazione dell'azione in città mai considerate fino ad allora dal cinema, nelle descrizioni di situazioni di vita quotidiana. Si capisce allora perché il film sia considerato l'inizio del Neorealismo.
In Ossessione emerge lo squallido modello di esistenza piccolo-borghese tanto caro al fascismo. L'antifascismo è quindi legato alla qualità della vita: il sogno di fuga e di ricomposizione di un nuovo nucleo familiare che si conclude, come sempre in Visconti, in una sconfitta.
L'influsso del melodramma spinge Visconti a dare spazio alle atmosfere rispetto all'intreccio: il film procede per ellissi, evitando di mostrare i fatti, indagando premesse e conseguenze: lo conferma la struttura stessa, divisa in due parti uguali (premesse e conseguenze) che fanno perno su un delitto che non si vede.
Al tono generale del film, che predilige ambienti ristretti e atmosfere cupe e gravide di sentimenti, si contrappongono le immagini che fanno da sfondo ai momenti in cui i protagonisti si illudono e sperano in una vita migliore; le inquadrature divengono allora luminose, ampie e caratterizzate da campi lunghi; valgano come esempio le navi che si perdono all'orizzonte mentre Gino e lo Spagnolo guardano il porto di Ancona, oppure le assolate rive del Po, mentre i due amanti si abbracciano sulla sabbia.
Martin Scorsese cita Ossessione nel film televisivo di Richard Schickel "Scorsese on Scorsese".

## Elementi rivoluzionari nel film
Con Ossessione, Visconti mette in atto il suo proposito, espresso già nel 1941, di portare finalmente nelle sale cinematografiche delle persone e delle storie vere, vive e non personaggi stereotipati e lontani dalla realtà.
Mauro Giori in "Poetica e prassi della trasgressione in Luchino Visconti" ricorda ciò che già la letteratura femminista aveva notato in questo film: per la prima volta il corpo di un uomo diviene elemento sensuale e oggetto del desiderio dello sguardo di una donna. Emblematica è la presentazione del personaggio di Gino.
Dopo una sequenza iniziale in cui lo spettatore lo vede solo di spalle, il suo volto ci viene mostrato solo nel momento in cui Giovanna lo vede per la prima volta: ecco che, con un carrello (al tempo Visconti non utilizzava ancora lo zoom) la macchina da presa si avvicina al viso di Gino mostrandocelo mediante una soggettiva di Giovanna.
Anche l'abbigliamento di Gino ne enfatizza la caratterizzazione sensuale: spesso viene mostrato con una canottiera attillata e molto scollata e il suo corpo è spesso oggetto degli sguardi espliciti dei personaggi femminili (in particolare di Giovanna, ma anche di Anita) e talvolta anche dei personaggi maschili (è il caso dello spagnolo).
Del personaggio dello spagnolo dev'essere fatta una menzione particolare, in quanto la sua funzione è stata al centro di aspre polemiche e una sequenza che lo vede protagonista ha suscitato non pochi scandali.
Inizialmente fu ideato per rappresentare l'essenza della solidarietà proletaria (da ricordare è che Visconti era molto vicino al Partito Comunista). Infatti l'incontro tra Gino e lo spagnolo avviene in treno e quest'ultimo si prodiga per aiutare Gino, in difficoltà per dover pagare il biglietto.
La sequenza "incriminata" si configura con la "scena del fiammifero": presa una stanza da letto in una locanda, Gino e lo spagnolo si ritrovano a condividere lo stesso letto. Prima di coricarsi lo spagnolo cerca di convincere Gino a scordare Giovanna, proponendogli di rimanere con lui. Una volta a letto Gino, con l'intenzione di dormire, dà le spalle allo spagnolo e si copre la testa col cappello, infastidito dalla luce. Lo spagnolo, dopo aver spento la luce, accende un fiammifero per accendersi una sigaretta, ma prima di spegnerlo se ne serve per osservare il corpo di Gino. La scena ci viene mostrata attraverso una semi-soggettiva, per cui nell'inquadratura vediamo chiaramente lo spagnolo che guarda mestamente il corpo dell'amico.
Non a caso, questa fu una delle prime inquadrature a essere tagliate dalla censura.
Al tempo, Alicata scrisse a De Santis di "tener d'occhio" Visconti, poiché si avvertiva la sensazione che il regista si stesse allontanando dalle intenzioni politiche iniziali. Visconti creando questo "sottotesto omosessuale" sovrappose dunque alla valenza pubblica dello spagnolo (il voler essere elemento di propaganda socialista) le sue intenzioni "private".
Alcune critiche fatte al film partivano proprio dal presupposto che non si capiva se lo spagnolo voleva essere un personaggio politico o semplicemente un omosessuale. Visconti non sentiva questa frattura o contraddizione tra pubblico e privato, anzi, utilizzò questo aspetto privato (Visconti era omosessuale) per fare un discorso politico: in un'Italia pervasa dalla cultura fascista dove sia l'adulterio che l'omosessualità erano banditi, fare un film dove entrambi i temi apparivano era un gesto fortemente trasgressivo e controcorrente rispetto ai canoni dell'epoca.
D'altra parte, anche solo la scelta iniziale di prendere spunto per il film da un romanzo americano contravveniva fortemente alla politica autarchica dell'epoca.

## Curiosità
- Nella sequenza in cui si vede Gino lavorare fuori dal ristoro mentre la voce di Giovanna che canta lo distrae, inducendolo infine ad abbandonare ciò che sta facendo, la canzone cantata dalla donna è Fiorin fiorello di Vittorio Mascheroni su testo di Giuseppe Mendes, uscita nel 1939.